# Whitehall-Gletscher
Der Whitehall-Gletscher ist ein Gletscher an der Borchgrevink-Küste des ostantarktischen Viktorialands, der zwischen der Daniell-Halbinsel und dem südöstlichen Teil der Victory Mountains nach Norden zum Tucker Inlet fließt.
Teilnehmer der New Zealand Geological Survey Antarctic Expedition (1957–1958) benannten ihn in Anlehnung an die Benennung der Admiralitätsberge nach der Whitehall in London, Sitz der britischen Admiralität.